# Бена (Коррез)
Бена́ (фр. Beynat, окс. Béinat) — коммуна во Франции, находится в регионе Лимузен. Департамент — Коррез. Административный центр кантона Бена. Округ коммуны — Брив-ла-Гайард.
Код INSEE коммуны — 19023.
Коммуна расположена приблизительно в 420 км к югу от Парижа, в 90 км юго-восточнее Лиможа, в 17 км к югу от Тюля.

## Население
Население коммуны на 2008 год составляло 1233 человек.
| 1962 | 1968 | 1975 | 1982 | 1990 | 1999 | 2008 |
| ---- | ---- | ---- | ---- | ---- | ---- | ---- |
| 1408 | 1336 | 1132 | 1101 | 1068 | 1152 | 1233 |

## Экономика
В 2007 году среди 720 человек в трудоспособном возрасте (15-64 лет) 564 были экономически активными, 156 — неактивными (показатель активности — 78,3 %, в 1999 году было 72,8 %). Из 564 активных работали 522 человека (280 мужчин и 242 женщины), безработных было 42 (19 мужчин и 23 женщины). Среди 156 неактивных 44 человека были учениками или студентами, 66 — пенсионерами, 46 были неактивными по другим причинам.

## Достопримечательности
- Дольмен Ла-Кабан-де-ла-Фе. Памятник истории с 1910 года[3]

## Фотогалерея

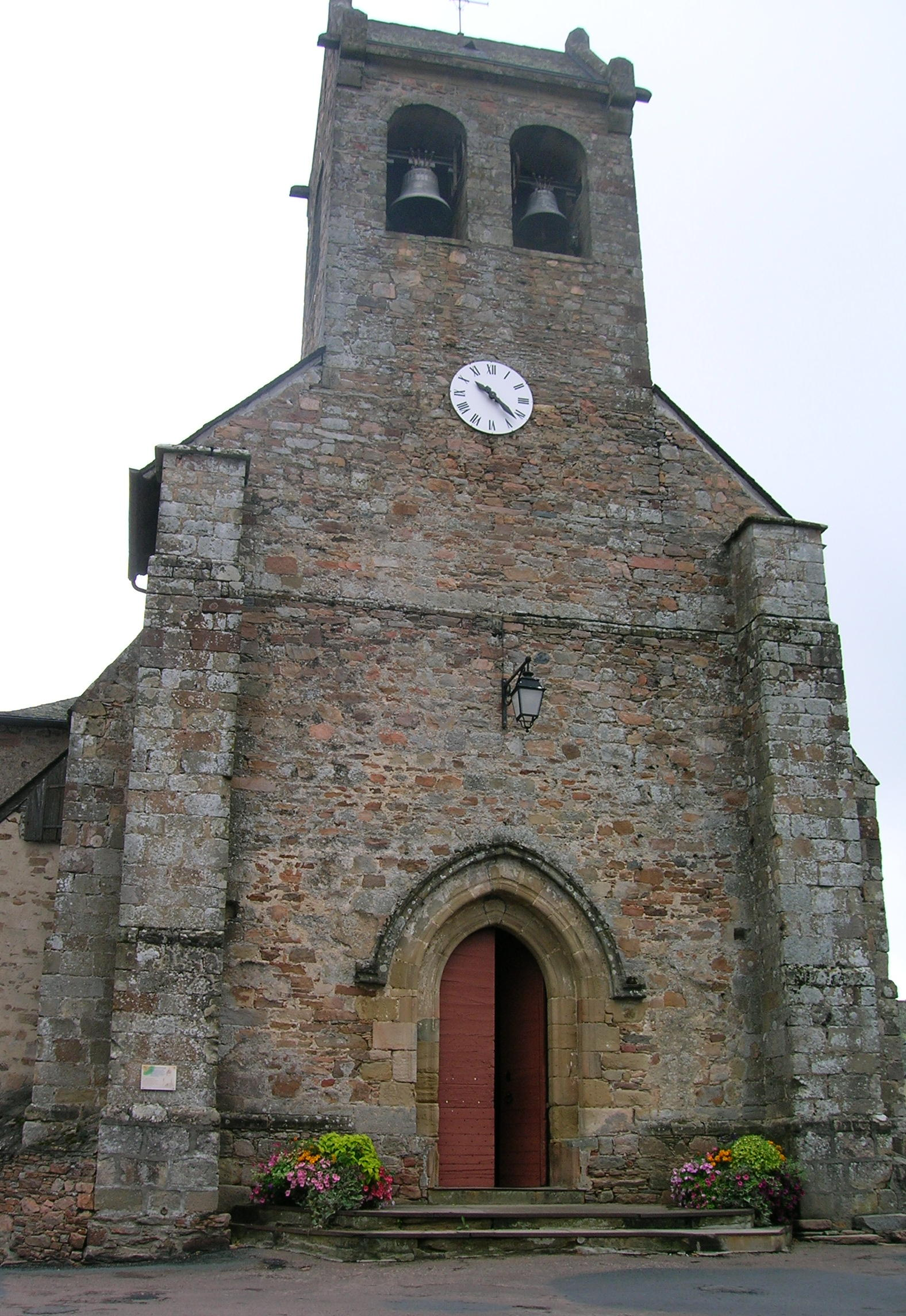
Церковь
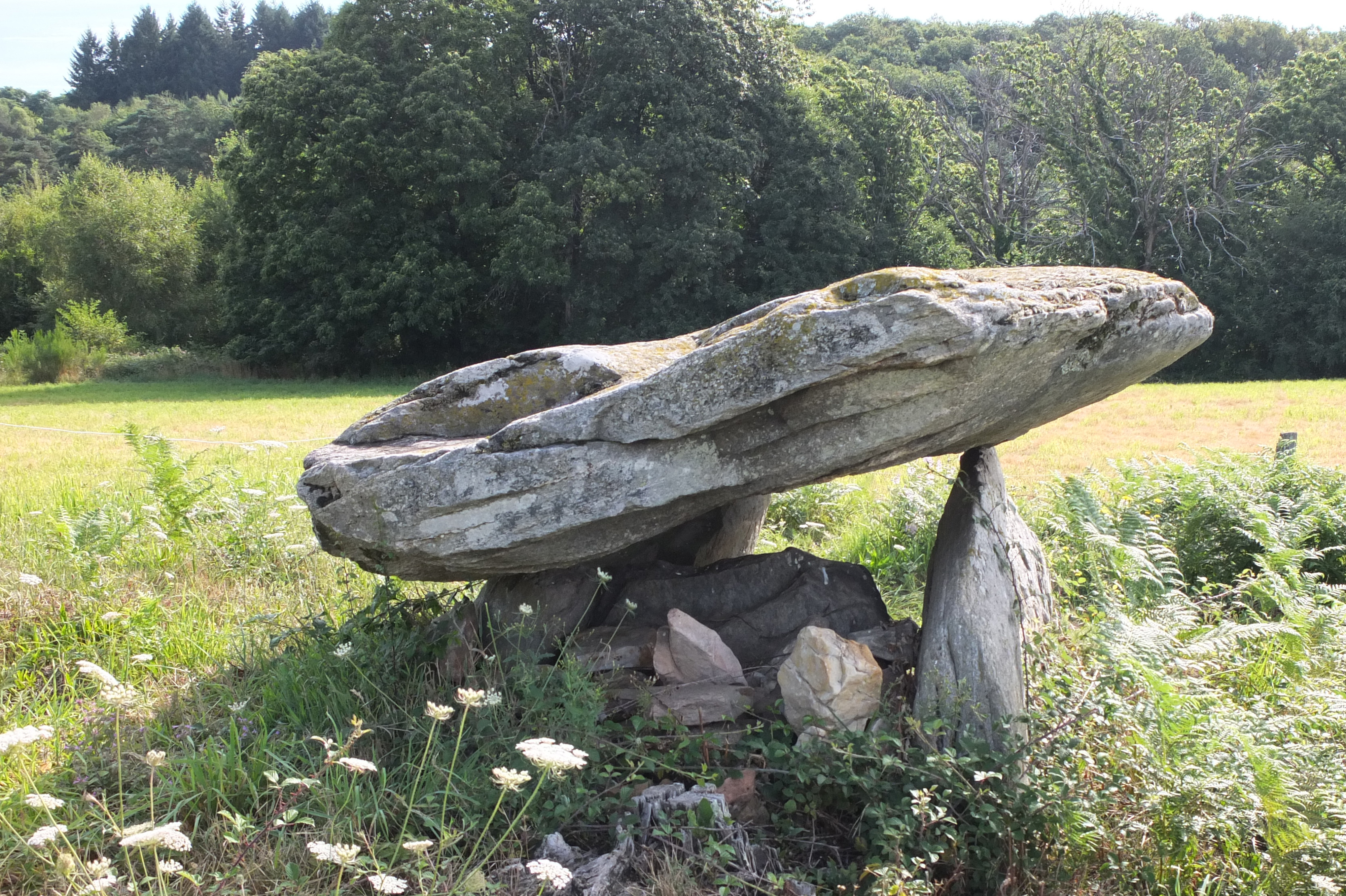
Дольмен Ла-Кабан-де-ла-Фе
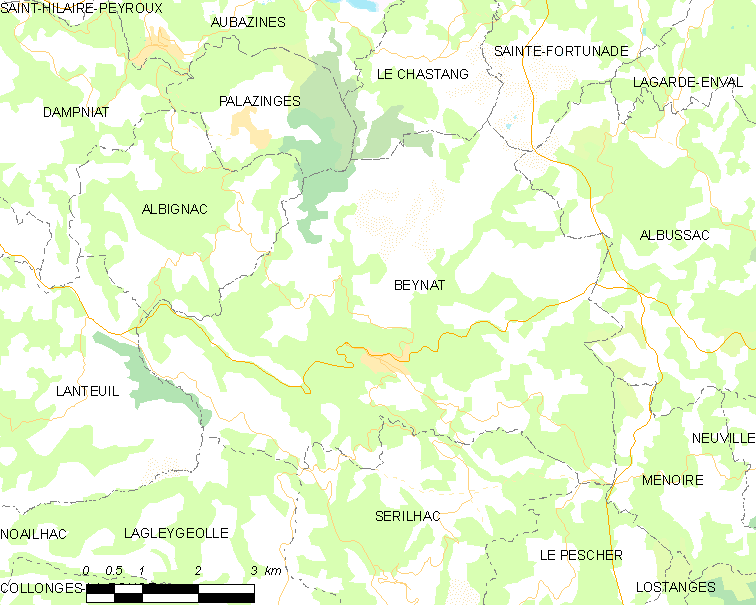
Карта коммуны